# CI Большого Пса
CI Большого Пса (лат. CI Canis Majoris) — двойная затменная переменная звезда типа Алголя (EA) в созвездии Большого Пса на расстоянии приблизительно 9022 световых лет (около 2766 парсеков) от Солнца. Видимая звёздная величина звезды — от +14m до +13,1m. Орбитальный период — около 5,9087 суток.